# Reinmar von Hagenau
Reinmar (známý také jako Reinmar von Hagenau nebo Reinmar der Alte) byl nejvýznamnější minnesängr před Waltherem von der Vogelweide.

## Biografie
Narodil se patrně v Alsasku, kolem roku 1190 přišel na dvůr rakouského vévody Leopolda V. do Vídně, v roce 1190 ho také doprovázel na křížovou výpravu. Zemřel před rokem 1210.
Dochovalo se asi 80 jeho textů, nicméně u značného množství z nich jsou pochybnosti o tom, že je skutečně napsal on. Texty mají vysokou úroveň, proto je počítán mezi jednoho ze dvanácti mistrů minnesangů. Jeho poezie většinou zobrazuje trpícího rytíře, který se rmoutí kvůli nedosažné dámě.